# Oenotrichia dissecta
Oenotrichia dissecta är en träjonväxtart som först beskrevs av Cyril Tenison White och Goy, och fick sitt nu gällande namn av S.B.Andrews. Oenotrichia dissecta ingår i släktet Oenotrichia och familjen Dryopteridaceae. Inga underarter finns listade.